# Toshiie Maeda
Maeda Toshiie (前田利家, Nagoia, 15 de janeiro de 1538 - 27 de abril de 1599) foi um dos principais generais de Nobunaga Oda durante o período Sengoku do séc. XVI se estendendo ao período Azuchi-Momoyama. Seu pai era Toshimasa Maeda. Ele era o quarto dos sete irmãos. Seu apelido de criança era "Inuchiyo" (犬千代 vários cachorros de uma era). A arma preferida dele era a yari e ele era conhecido como "Yari no Mataza" (槍の又左 guardião de Yari do portão leste), Matazaemon (左衛門 guardião do portão leste) sendo seu nome comum. O rank mais alto da corte que ele recebeu foi de Grande Conselheiro Dainagon (大納言).

## Primeiros anos
Toshiie nasceu na Província de Owari,quarto filho de Toshimasa Maeda, que mantinha o Castelo Arako. Toshiie serviu a Nobunaga Oda desde sua infância (primeiro como Koshō (pajem japonês)) e a sua lealdade foi recompensada sendo permitido se tornar o cabeça do clã Maeda, muito excepcional para um quarto filho sem fracassos evidentes entre seus irmãos mais velhos. Como Nobunaga, Toshiie era tido também como delinqüente, normalmente vestido no estilo estranho com um kimono kabuki. Acredita-se que ele também se tornou amigo de Tokichiro Kinoshita (depois Hideyoshi Hashiba) na sua juventude. Tão como Hideyoshi era conhecido como "Saru", 猴 (macaco) acredita-se que Toshiie era chamado de "Inu", 犬 (cachorro) por Nobunaga. Devido a uma crença existente há muito tempo que cachorros e macacos não são nunca amistosos um ao outro. Toshiie muitas vezes é representado como reservado e severo, em contraste com a natureza faladora e fácil de lidar de Hideyoshi.

## Vida Militar

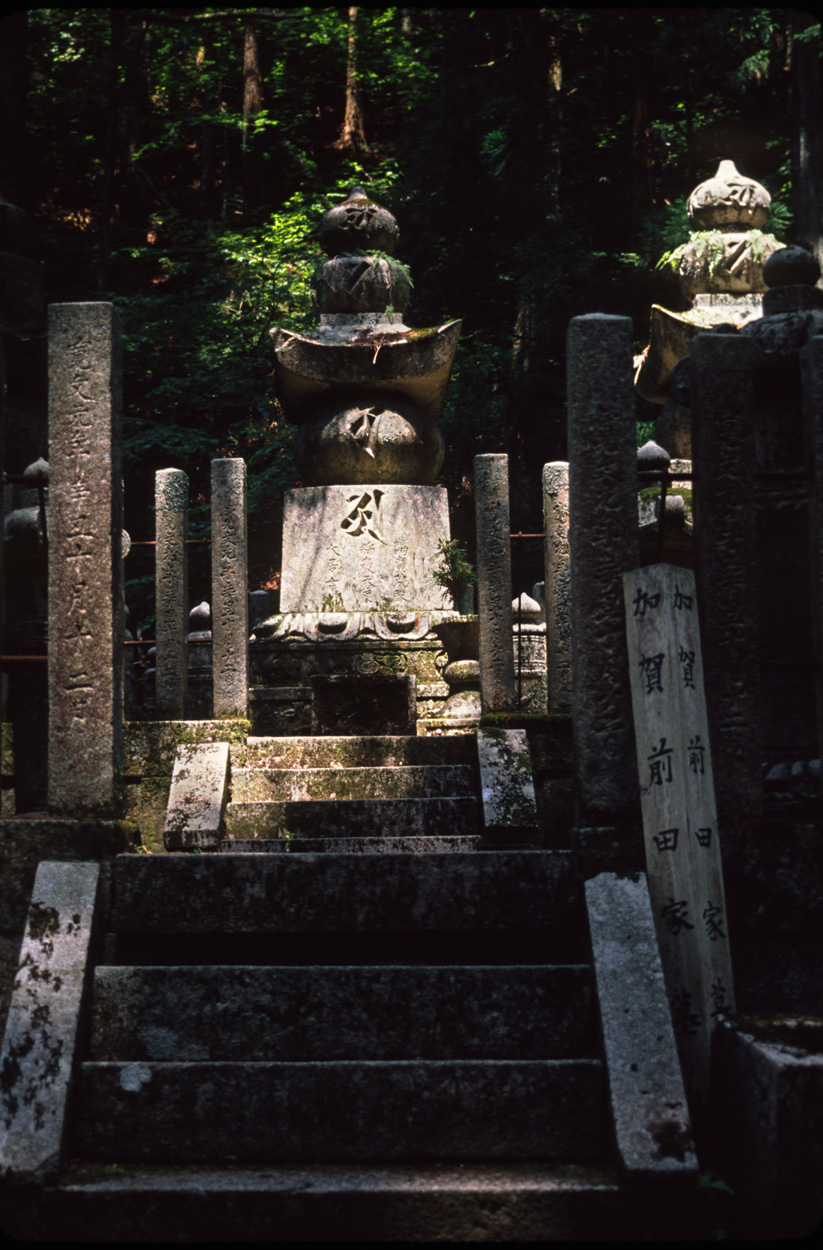
Tumba do clã Maeda no Monte Koya

Toshiie começou sua carreira como um membro do (赤母衣衆), a unidade sob o comando pessoal de Nobunaga Oda. Ele mais tarde se tornou um capitão da infantaria (ashigaru taishō 足軽大将) no exército Oda. Durante sua carreira militar, Toshiie fez o conhecimento de muitas figuras importantes, como Hideyoshi Hashiba, Narimasa Sassa, Mitsuhide Akechi, Ukon Takayama, e outros. Ele também dez alguns inimigos e rivais como Mitsuhide, que assassinou Nobunaga; Toshiie também foi rival a vida toda de Ieyasu Tokugawa. Depois de derrotar Asakura, Maeda lutou sob Katsuie Shibata na área Hokuriku. Conseqüentemente foi concedido a ele uma han (Domínio de Kaga) estendendo às províncias Noto e Kaga. Apesar do pequeno tamanho, Kaga era uma província altamente produtiva que tinha um valor líquido de 1 milhão "koku" (百万石); assim, foi alcunhada "Kaga Hyaku-man-goku" (加賀百万石 Kaga de um milhão de pedras preciosas).
Toshiie beneficiou-se de um grupo principal de vassalos seniores muito capazes. Alguns, como Nagayori Murai e Nagatomi Okumura, foram atendentes da duração longa com o Maeda.
Depois do assassinato de Nobunaga em Honnō-ji (本能寺) por Mitsuhide Akechi e a subseqüente derrota para Hideyoshi, ele lutou contra Hideyoshi sob o comando de Katsuie na Batalha de Shizugatake. epois da derrota de Katsuie, Toshiie trabalhou para Hideyoshi e se tornou um de seus generais principais. Mais tarde em algum lugar durante esse tempo ele foi forçado a lutar novamente contra seu amigo, Narimasa Sassa. Narimasa foi grandemente excedido em número e derrubado por Toshiie, depois da vitória do major Maeda na Batalha do Castelo Suemori. Antes de morrer em 1598, Hideyoshi denominou Toshiie ao conselho dos Cinco Anciões para apoiar Hideyori Toyotomi até que ele fosse bastante velho para tomar o controle sozinho. Contudo, o próprio Toshiie estava doente, e pôde apoiar Hideyori por só um ano somente antes de que ele morresse também.

## Família

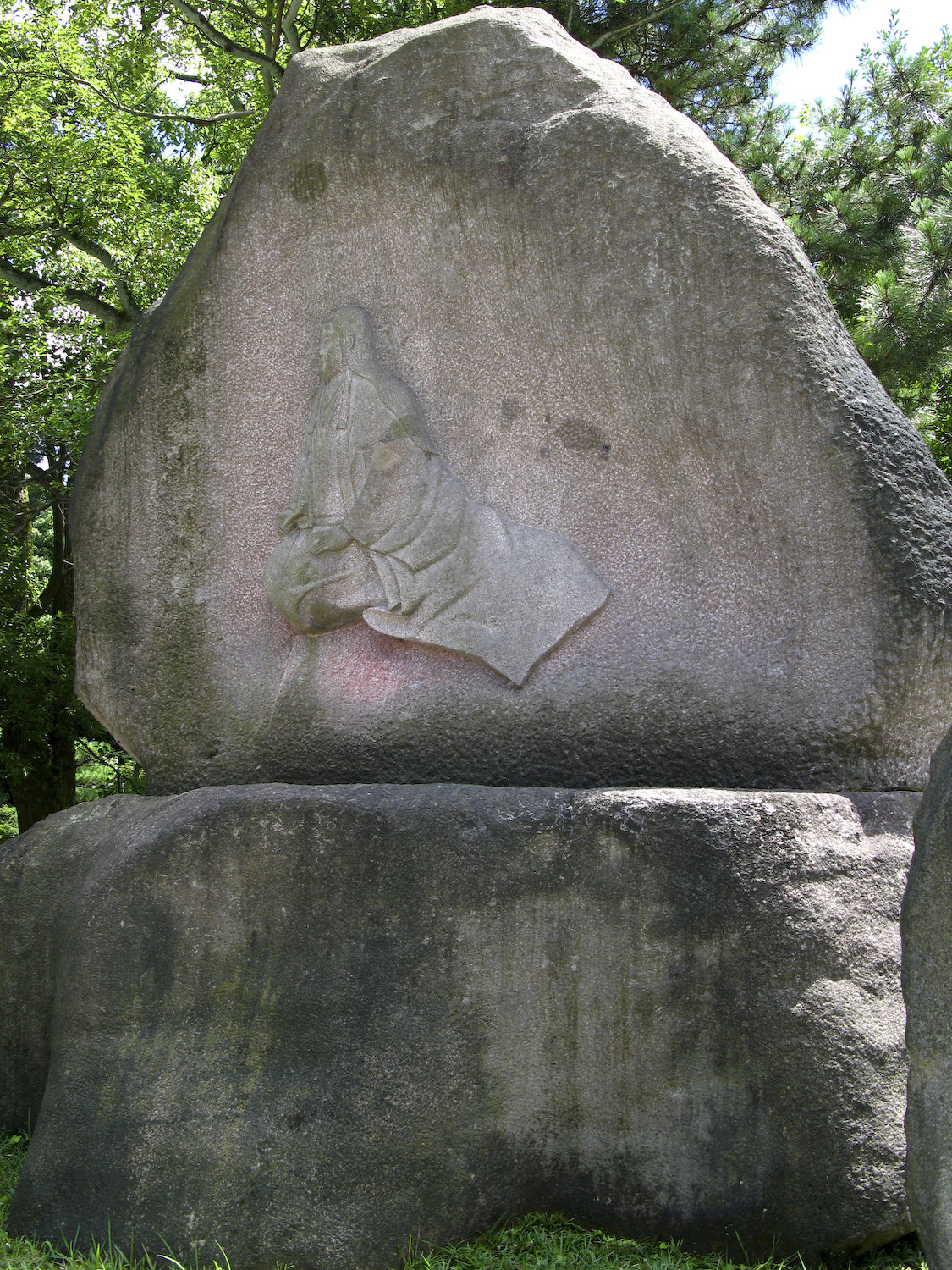
Matsu, representada em uma escultura no Templo Oyama em Kanazawa

A esposa de Toshiie, Matsu Maeda, era famosa em seu próprio direito. Enérgica de infância, ela era versada nas artes marciais e contribuiu para a ascensão de Toshiie. Depois que seu marido morreu, Matsu, então conhecido pelo seu nome de freira budista de Hoshun-in, assegurou a segurança do clã Maeda depois do ano 1600 por voluntariamente ir como refém a Edo, a capital do novo xógum, Ieyasu Tokugawa, quem ela detestou por toda sua vida quando ela observava ele, seu marido, e Hideyoshi competirem pelo poder.
Toshiie e Matsu tiveram vários filhos. Seus filhos, Toshinaga, Toshimasa, Toshitsune, Toshitaka, e Toshitoyo todos se tornaram daimyos por méritos próprios. Suas filhas casaram-se com famílias de prestígio; a mais velha, Kō, casou-se com Nagatane Maeda, um parente distante de Toshiie que se tornou um atendente senior; Ma'a, era uma concubina de Hideyoshi Toyotomi, Gō foi adotada por Hideyoshi e se tornou esposa de Hideie Ukita, e Chise, que casou primeiro com o filho de Tadaoki Hosokawa, Tadataka, mais tarde casada com o filho de Nagayori Murai, Nagatsugu.
Toshiie também possuía um sobrinho adotivo chamado Toshimasu Maeda, que renegou sua família depois de várias desavenças com ele.